# Sobral de São Miguel
Sobral de São Miguel ist eine Gemeinde (Freguesia) im portugiesischen Kreis (Concelho) von Covilhã. In ihr leben 294 Einwohner (Stand 19. April 2021).

## Geschichte
Die erste Erwähnung des Ortes stammt aus einem Register des Jahres 1284. Bis 1888 gehörte der Ort zu Casegas, um seither eine eigenständige Gemeinde zu bilden. Auf Initiative der Bewohner wurde 1970 der bisher Sobral de Casegas  genannte Ort offiziell in Sobral de São Miguel umbenannt.

## Kultur und Sehenswürdigkeiten
Der Ort gehört mit seinen Schiefer-Konstruktionen offiziell zur Route der traditionellen Schieferdörfer der Region, den Aldeias do Xisto. Wanderwege verbinden die Orte, die insbesondere durch Einrichtungen des Turismo rural touristisch erschlossen werden.
Zu seinen denkmalgeschützten Bauwerken gehört die Hauptkirche Igreja Paroquial de Sobral de São Miguel (auch Igreja de São Miguel).